# Taraclia
Taraclia (bulgarisch/russisch Тараклия Taraklija) ist eine Stadt im Süden der Republik Moldau mit rund 21.000 Einwohnern und Hauptstadt des gleichnamigen Rajons. Taraclia liegt nahe der Grenze zur Ukraine sowie in der Nähe der autonomen Region Gagausien. In der Stadt befindet sich seit 2004 die Staatliche Universität Taraclia. 
Eine Besonderheit Taraclias ist der hohe Anteil der dort lebenden Bulgaren, die in der Stadt selbst sowie in deren Umland die Mehrheit der Bevölkerung stellen. Neben dem in Transnistrien gelegenen Parcani ist Taraclia eine der wenigen größeren Siedlungen außerhalb Bulgariens, die mehrheitlich von Bulgaren bewohnt ist. In der multikulturellen Stadt leben darüber hinaus zahlreiche Moldauer, Russen, Ukrainer und Gagausen.

## Söhne und Töchter der Stadt
- Olimpij Panow (1852–1887), bulgarischer Politiker und Revolutionär
- Nikolai Paslar (* 1980), bulgarischer Ringer